# کورناز (سولواووا)
کورناز (به ترکی استانبولی: Kurnaz) یک منطقهٔ مسکونی در ترکیه است که در سولواووا واقع شده‌است.